# Брушано
Брушано (італ. Brusciano, сиц. Bruscianu) — муніципалітет в Італії, у регіоні Кампанія, метрополійне місто Неаполь.
Брушано розташоване на відстані близько 195 км на південний схід від Рима, 17 км на північний схід від Неаполя.
Населення — 16 402 особи (2014).
Щорічний фестиваль відбувається 20 січня. Покровитель — San Sebastiano.

## Демографія
Населення за роками:

Станом на 1 січня 2023 року в муніципалітеті офіційно проживало 230 іноземців з 27 країн, серед них 41 громадянин країн Євросоюзу та 56 громадян України.

## Сусідні муніципалітети
- Ачерра
- Кастелло-ді-Чистерна
- Марильянелла
- Марильяно
- Сомма-Везув'яна